# Общество по сохранению редких книг

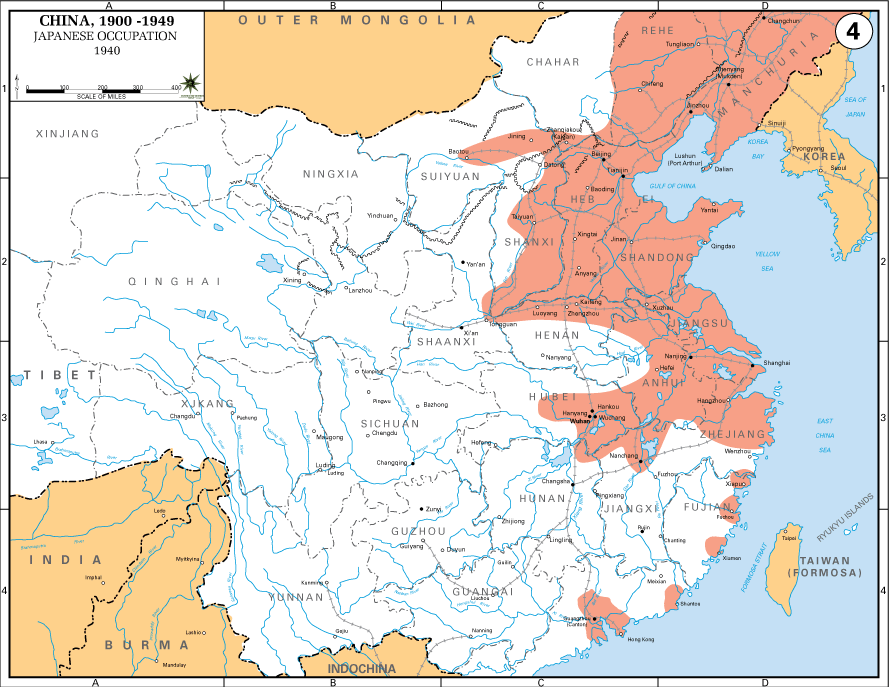
Районы японской оккупации в 1940 г.

Общество по сохранению редких книг (кит. 保存 同志 会) было основано в 1940 году Чжэн Чжэньдо (кит. 郑振铎), Чжан Шоуён (кит. 张寿 镛), Хэ Бинсун (кит. 何炳松), Чжан Юаньцзи (кит. 张 元 济) и  Чжан Динхуан (кит. 张 凤举) с целью тайного приобретения и сохранения редких книг и рукописей в районе Шанхая Цзяннань из ряда известных частных старинных  библиотек, которые  столкнулись с японскими грабежами во время Японско-Китайской войны (1937-1945)  и принудительной продажей.
Менее чем за 2 года Обществу по сохранению редких книг  удалось спасти более 130 000 томов на территории, контролируемых японцами. 130 ящиков были отправлены на хранение в Гонконг (тогда еще британская коронная колония ). Несмотря на все усилия Общества, вся коллекция всё равно была разграблена, когда японцы позже захватили Гонконг. После Второй мировой войны и капитуляции Японии Чжан Динхуан (кит. 张 凤举) (свободно говорил на французском, английском и японском языках) был отправлен в Японию в апреле 1946 года и восстановил коллекцию после тесного сотрудничества с оккупационными силами США в Токио. Они были последовательно отправлены обратно в Шанхай для Национальной центральной библиотеки Шанхая(кит.中央 图书馆).

## История и события
После Перл-Харбора в 1940 году началось полномасштабное японское вторжение в Китай. Японцы контролировали все побережье Китая, за исключением технически шанхайских французских концессий (под контролем  режима Виши ).

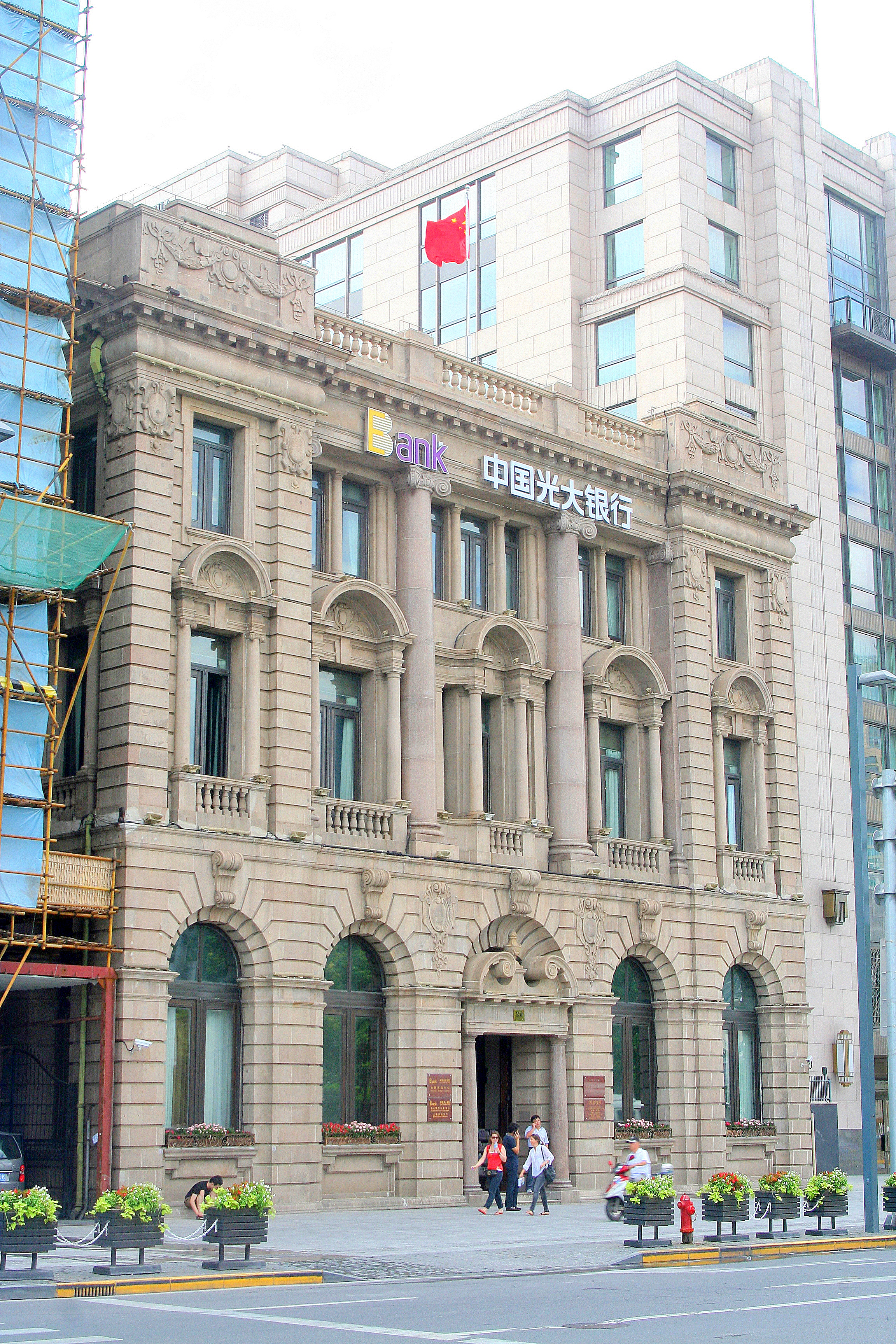
Бывшее здание Banque de l'Indochine на набережной, Шанхай

В регионе Цзяннань частные библиотеки формировались в течение многих  веков.
Редким книгам и рукописям угрожало не только уничтожение во время войны; но владельцы этих библиотек были вынуждены продать их из-за финансовых трудностей. Агенты японских учреждений и организаций, таких как  Библиотека Гарварда – Йенчинга, преследовали цель закупить лучшие книги.

В своих мемуарах  Чжэн Чжэньдо (кит. 求 书 日 录) писал: 
«Я много раз обсуждал ситуацию с теми учеными, которые все еще остаются в Шанхае, такими как   Чжан Юаньцзи (кит. 张菊生 ),  Чжан Юнни ( кит. 张 咏 霓 )、,  Хэ Бингсонг( кит. 何炳松 ), Чжан Динхуан (кит. 张 凤举)  и другими. Мы чувствовали, что эта агрессивная деятельность по сохранению должна начаться немедленно. Мы не могли видеть эти редкие книги и рукописи, приобретенные японцами или отправленные на экспорт. Мы совместно отправили несколько телеграмм в Чунцин с просьбой о помощи правительства в спасении и сохранении этого национального культурного сокровища ».

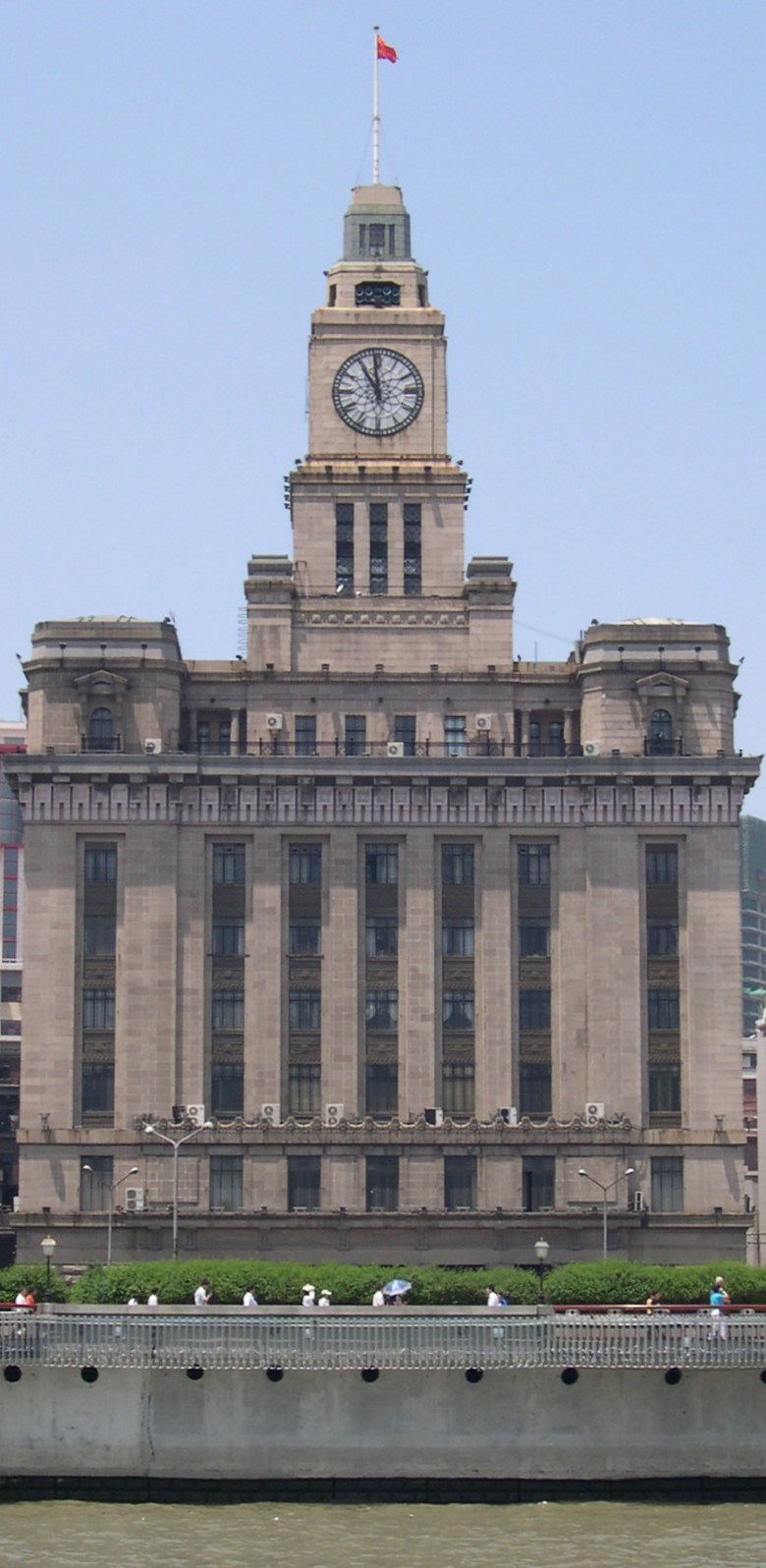
Шанхайская таможня на набережной Бунд

Согласно мемуарам Цзяна Фуцзина (кит. 蒋 复 璁 珍 帚 斋 文集), «Совместные телеграммы шанхайских ученых в Министерство образования и директора Страхового фонда британских боксеров  просили срочно помочь им приобрести и сохранить эти книги и рукописи. Чжу Цзяхуа朱家 骅 в то время был председателем фонда. Он считал, что нельзя упускать возможность, и предложил использовать запланированные средства на строительство Национальной центральной библиотеки в дополнение к Boxer Fund. Министр образования Чэнь Лифу искренне предложил свою помощь".
Чтобы избежать обнаружения японцами, секретное «Общество сохранения редких книг» было создано 5 учеными:
- Чжэн Чжэндуо 郑振铎,
- Чжан Шоуён 张寿 镛,
- Хэ Бинсонг 何炳松,
- Чжан Юаньцзи 张 元 济
- Чжан Фэнцзю 张 凤举.

Приобретение Общества происходило с апреля 1940 года по июнь 1941 года, на юге Сучжоу - Ханчжоу на севере в Пекине. За это время Чжэн Чжэдуо написал Цзян Фуцуну 9 отчетов. Чжэнь, несомненно, был лидером всей этой подпольной деятельности. Другие внесли свой вклад в соответствии со своим опытом. Например, Чжан Фэнцзюй поддерживал связь с библиотеками Jiayetang嘉 业 堂 и Siyuan 适 园, а также участвовал в процессе аутентификации. Националистическое правительство уделяло этому приоритетное внимание, и министерство образования издало секретную директиву 18543 с печатью министра Чэня, уполномочивающую деятельность Общества. ( Секретные распоряжения Министерства образования Архивная копия от 7 ноября 2020 на Wayback Machine ) Общество приобрело в общей сложности 130 000 книг для Национальной центральной библиотеки.

## Отчеты о проделанной работе
Из 9 отчетов Чжэн Чжэндуо по одной странице каждого отчета отображается на веб-сайте Редких книг Национальной центральной библиотеки Архивная копия от 1 июля 2013 на Wayback Machine об этой деятельности. Следующие отрывки дают представление. Специальная выставка редких книг на сайте Национальной центральной библиотеки: отчеты о ходе работы Архивная копия от 6 ноября 2020 на Wayback Machine

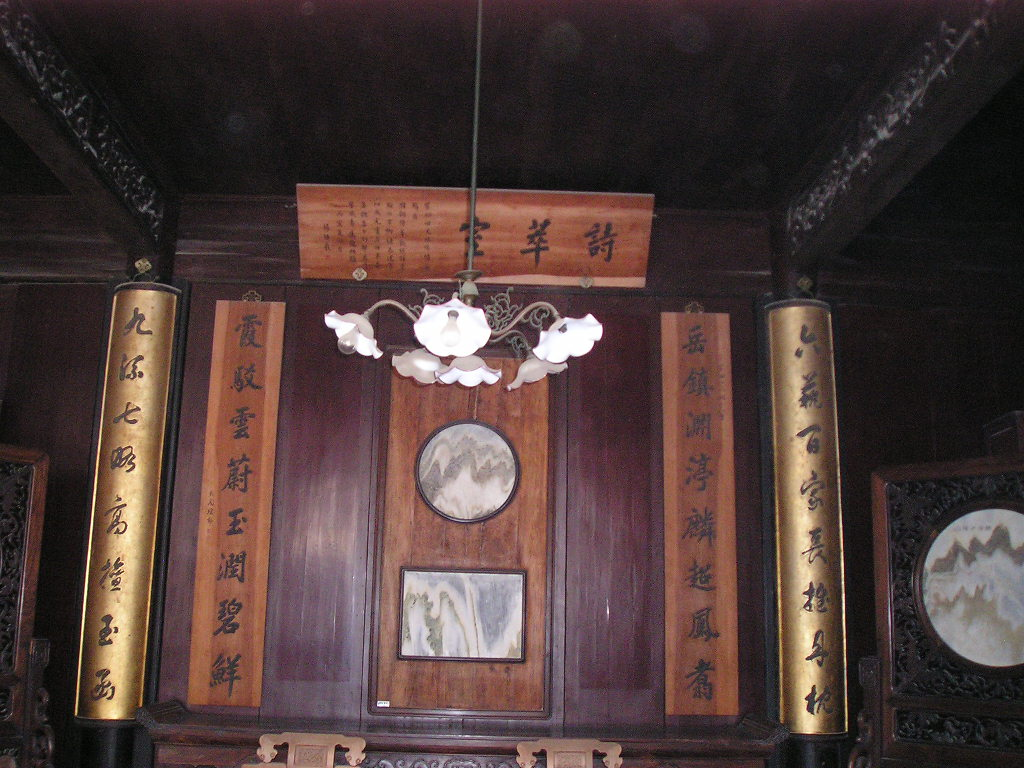
Библиотека Цзяэтан (嘉 业 堂 藏书 楼)

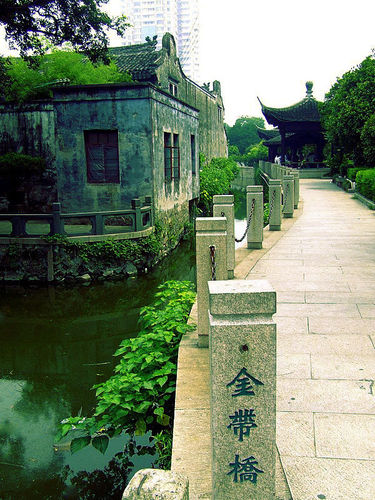
Библиотека Юэхайтан (玉海 堂 藏书 楼)

- 1-й отчет: обобщает деятельность с начала февраля, в том числе 75 групп прекрасных редких книг из Юэхайтан 玉海 堂 семьи Лю, 780 из семьи Ханчжоу Ху, 220 некоторых из семьи Сун, состоящих из сборников сценариев печати, 12 из Чжан Цунъюэ 张 葱 玉семья, состоящая из рукописных ханьских рукописей Сунцзян, 20 из павильона Тиецинтонцзян 琴 铜 剑 楼, состоящая из представителей династии Юань Мин, 元 明 печатных книг и рукописных книжных корректур 抄 校 本书.
- 2-й отчет: повествует о том, что японский враг купил две важные коллекции за 600 000 и 400 000 юаней соответственно; и этого не должно происходить в Южном Китае. Кроме того, Гарвард выделил 60 000 долларов США для его агентов по приобретению редких книг.
- 3-й отчет: касается частной цели членов общества получить ряд « Индекс Сику » 四 库存 目 (Это сборник всех известных книг, составленный в 17 веке под руководством императора Канси. Он несколько раз обновлялся в виде новых изданий. ) В отчете также описываются печати, которые необходимо разместить на первой first 古 右 文 и последней странице page 薄 今人 爱 古人 каждой книги.
- 4-й отчет: рассказывает об опасностях отправки писем по почте. Предложил метод кодирования письменных сообщений, замаскированных под коммерческую транзакцию.
- 5-й отчет: предполагает, что после многократного просмотра Общество считает своей целью библиотеки Лю и Чжан. В последнем есть бесчисленные важные книги и рукописи империи Сун, империи Юаня и рукописные копии. Текущая рыночная цена будет около 100 000 юаней. Запрещается их рассредоточение или экспорт. Основные моменты коллекции Лю находятся в прекрасных книгах Мин, особенно много редких уникальных исторических записей. Он также включает ненапечатанные рукописные корректуры Цин.
- 6-й отчет: недавние решения после обсуждения с Сюй Сенюэ 徐 森 玉 о постановке следующих целей: а) уникальные рукописи, б) ненапечатанные доказательства, в) редкие рукописи, г) запрещенные тексты 禁 毁 书, д) сборник « Сику » 四 库存 目. Принципы состоят в том, чтобы сохранить финансовый капитал, сосредоточиться на качестве, а не на количестве.
- 7-й отчет: отражает то, что книги, приобретенные до сих пор, были напрямую у владельцев. Цены были разумными. Но рыночные цены стремительно росли, и в будущем цены, несомненно, будут выше.
- 8-й отчет: касается покупки библиотеки Jiayetang и некоторых ее деталей.
- 9-й отчет: пишет, что индивидуальные закупочные действия прекратились.

## Результаты деятельности
Общество сохранения редких книг было организовано в январе 1940 года. Он немедленно начал секретную деятельность и продолжался до декабря 1941 года, когда началось полномасштабное японское вторжение и их военные взяли на себя управление французской концессией Виши в Шанхае. За эти два года они приобрели 4864 группы книг и текстов, состоящие из 48000 томов, как записано в дневниках Чжан Фэнцзю. Сюда входили члены семьи Чанг Сиюань 张氏 适 园, семья Лю Цзяэтан 刘氏 嘉 业 堂, семья Дэн Дэнбилоу 江 宁邓氏 群 碧 楼, семья Шен Хайрилоу 嘉兴 沈 氏 海 日 楼, семья Цзюй Павильон Тиекингтонцзян 常熟 瞿 氏铁 琴 铜 剑 楼.

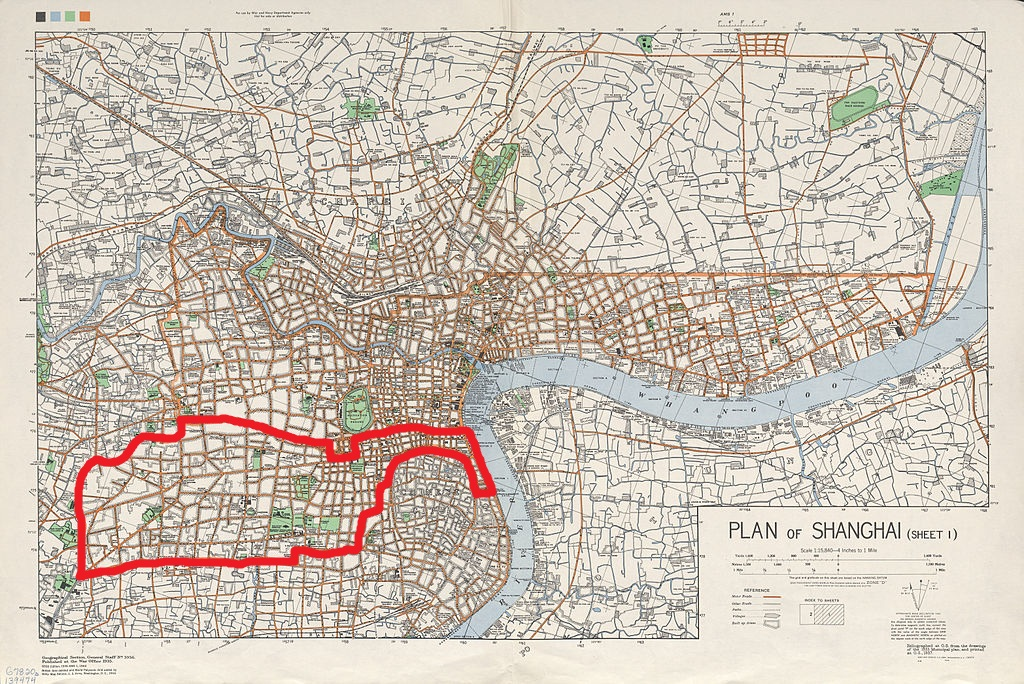
Бывшая французская концессия в Шанхае с прямым выходом к порту

(Справочная информация: до японской оккупационной администрации с японской военной полицией (кэмпэйтай) Французская концессия технически находилась под властью французов. Режим Виши во Франции была державой стран "Оси", «союзник» из Японии. Таким образом, Шанхайская французская концессия находилась в ведении французов. Например, они направили большое количество французских полицейских из Индокитая. Менее заметная гражданская администрация была в основном китайской с небольшим количеством французов наверху. Это включало обработку импорта / экспорта и почтовое отделение. Шанхай по-прежнему был портом захода французских кораблей. Японские военные технически не могли официально войти в концессию. Все это облегчило поставки в Гонконг, поскольку местные власти проявили расслабленность).
Текущее исследование количества книг  не согласует с общим количеством приобретенных книг. Из-за условий военного времени и физических перемещений библиотеки записи неполные и разрозненные. Наименьшее количество - 40–50 000 отдельных книг. Наиболее широко распространено более 100 000. Коллекция редких книг Национальной центральной библиотеки насчитывает 130 000 экземпляров. Это было масштабное мероприятие по приобретению книг в трудных временных и физических условиях.
Книги последовательно отправлялись в ящиках в Гонконг (в то время британская колония ) на хранение. Японцы захватили колонию после инцидента в Перл-Харборе и разграбили всю коллекцию ящиков, отправленную в Токио.

## Продолжение после Победы во Второй мировой войне
Ключевые члены Общества играли разные роли в китайском правительстве в 1945 году. Чжу Цзяхуа 朱家 骅 стал министром образования и в апреле 1946 года отправил Чжан Фэнджу 凤举в Японию в рамках оккупационной миссии для восстановления этой коллекции. Поскольку он принимал участие в первоначальном приобретении и свободно говорил на японском, английском и французском языках, потребовалось меньше недели, чтобы идентифицировать и найти эту главную коллекцию в Императорской библиотеке Уэно. Он также знал японского каталогизатора. К декабрю он уже был на пути в Шанхай. Эти события-продолжение занесены в рукописные дневники Чжана, которые сейчас хранятся в Национальной центральной библиотеке.

## Стихотворение Ли Бай Тан
Это образец редких рукописей и книг в коллекции. Изображение выше — это снимок экрана с уникальной пробной рукописью «Танских стихов» XVII века для использования имперским редакционным комитетом эпохи Канси компендиума Сыку Цюаньшу 全書. На изображении ниже показана частичная страница из печатного имперского издания Канси антологии Тан, являющейся частью печатного издания Сыку. Поэма «Созерцание лунного света» 静夜思 написана Ли Бо 李白, 701—762 гг. Он был в ссылке и тосковал по родине. Ли Бо был мастером использования ярких образов. Здесь прохладный лунный луч и мороз подчеркивают прохладу в его сердце, когда он думает о своей родине. Каждый школьник выучивал это стихотворение наизусть.

Созерцая лунный свет
Лунный свет перед моей кроватью

Возможно мороз на земле.

Поднимите голову и посмотрите на луну

Опускаю голову и хохочу по дому.
Оригинальный текст (кит.)
床前看月光，疑是地上霜。

抬头望山月，低头思故乡。

1. В аннотации цитируется стихотворение императора Вэнди (187-226 гг.) Династии Вэй о лунном свете на его кровати.
2. В аннотации цитируется император династии Лян ЮаньДи (508—554) о лунном свете.
3. В разных изданиях слова могут незначительно отличаться. В этом издании есть одно или два слова, которые отличаются от большинства современных изданий. Слова здесь считаются оригинальными; в династии Мин было обычным делом изменять стихи, чтобы они содержали имя династии 明míng.
4. Книга « Сыку цюаньшу» — это сборник «всей» китайской печатной продукции, составленный по приказу императора Канси. Более 300 учёных собрались в Пекине для этой работы, продолжавшейся около 20 лет.
5. Это неполная страница, показаны первые 2 полные строки стихотворения. Старокитайский текст читается сверху вниз по вертикальной линии и вертикальным линиям справа налево).